# 쇼상 생명과학 및 의학상 부문 수상자 목록
다음은 쇼상 생명과학 및 의학상 부문 수상자 목록이다.
| 연도 | 수상자             | 국적       | 업적 |
| 2004 | 스탠리 코헨        | 미국       | DNA 복제 및 유전 공학에 대한 공헌 |
| 2004 | 허버트 보이어      | 미국       | DNA 복제 및 유전 공학에 대한 공헌 |
| 2004 | 간윗와이           | 미국       | DNA 다형성에 대한 연구 |
| 2004 | 리처드 돌          | 영국       | 암 역학에 대한 공헌 |
| 2005 | 마이클 베리지      | 영국       | 세포의 활동을 조절하는 과정인 칼슘 신호 전달에 대한 연구 |
| 2006 | 샤오동 왕          | 미국       | 프로그램 된 세포 사멸에 대한 연구 |
| 2007 | 로버트 레프코위츠  | 미국       | G 단백질 결합 수용체에 대한 연구 |
| 2008 | 키스 캠벨          | 영국       | 발달 생물학에 대한 우리의 지식을 발전시키는 과정인 포유류의 세포 분화에 대한 연구 |
| 2008 | 이안 윌무트        | 영국       | 발달 생물학에 대한 우리의 지식을 발전시키는 과정인 포유류의 세포 분화에 대한 연구 |
| 2008 | 야마나카 신야      | 일본       | 발달 생물학에 대한 우리의 지식을 발전시키는 과정인 포유류의 세포 분화에 대한 연구 |
| 2009 | 더글러스 콜먼      | 미국       | 렙틴 발견 |
| 2009 | 제프리 프리드먼    | 미국       | 렙틴 발견 |
| 2010 | 데이비드 줄리어스  | 미국       | 피부가 고통스러운 자극을 감지하는 분자 메커니즘 발견 |
| 2011 | 율레스 호프만      | 프랑스     | 병원체에 대한 첫 번째 방어선인 선천성 면역의 분자 메커니즘을 발견 |
| 2011 | 루슬란 메지토프    | 미국       | 병원체에 대한 첫 번째 방어선인 선천성 면역의 분자 메커니즘을 발견 |
| 2011 | 브루스 보이틀러    | 미국       | 병원체에 대한 첫 번째 방어선인 선천성 면역의 분자 메커니즘을 발견 |
| 2012 | 프란츠 울리히 하틀 | 독일       | 단백질 접힘의 분자 메커니즘을 이해하는 데 기여한 공로 |
| 2012 | 아서 호리치        | 미국       | 단백질 접힘의 분자 메커니즘을 이해하는 데 기여한 공로 |
| 2013 | 제프리 C. 홀       | 미국       | 일주기 리듬의 기초가 되는 분자 메커니즘을 발견한 공로 |
| 2013 | 마이클 로스배시    | 미국       | 일주기 리듬의 기초가 되는 분자 메커니즘을 발견한 공로 |
| 2013 | 마이클 W. 영       | 미국       | 일주기 리듬의 기초가 되는 분자 메커니즘을 발견한 공로 |
| 2014 | 모리 가즈토시      | 일본       | 진핵 세포에서 소기관 항상성과 단백질 수출의 품질을 제어하는 세포 신호 전달 경로인 소포체의 펼쳐진 단백질 반응을 발견한 공로 |
| 2014 | 피터 월터          | 미국       | 진핵 세포에서 소기관 항상성과 단백질 수출의 품질을 제어하는 세포 신호 전달 경로인 소포체의 펼쳐진 단백질 반응을 발견한 공로 |
| 2015 | 보니 배슬러        | 미국       | 박테리아가 서로 통신하고 박테리아 병원체를 방해하거나 건강 응용 프로그램을 위해 미생물군유전체를 조절하는 혁신적인 방법을 제공하는 프로세스인 정족수 감지의 분자 메커니즘을 설명한 공로                                                                                                 |
| 2015 | E. 피터 그린버그   | 미국       | 박테리아가 서로 통신하고 박테리아 병원체를 방해하거나 건강 응용 프로그램을 위해 미생물군유전체를 조절하는 혁신적인 방법을 제공하는 프로세스인 정족수 감지의 분자 메커니즘을 설명한 공로                                                                                                 |
| 2016 | 에이드리언 버드    | 영국       | 발달 장애 Rett 증후군의 기초로서 유전자 조절에 영향을 미치는 염색체 DNA의 한 가지 화학적 변형을 인식하는 유전자 및 암호화된 단백질의 발견 |
| 2016 | 후다 조그비        | 미국       | 발달 장애 Rett 증후군의 기초로서 유전자 조절에 영향을 미치는 염색체 DNA의 한 가지 화학적 변형을 인식하는 유전자 및 암호화된 단백질의 발견 |
| 2017 | 이안 기번스        | 미국       | 인간 세포의 성장, 분열 및 생존에 필수적인 세포 및 세포 내 운동에 동력을 공급하는 엔진인 미세소관 관련 운동 단백질 발견 |
| 2017 | 로날드 베일        | 미국       | 인간 세포의 성장, 분열 및 생존에 필수적인 세포 및 세포 내 운동에 동력을 공급하는 엔진인 미세소관 관련 운동 단백질 발견 |
| 2018 | 메리클레어 킹      | 미국       | 첫 번째 유방암 유전자 매핑을 위해 수학적 모델링을 사용하여 유방암이 단일 유전자에 의해 유발될 수 있음을 예측하고 입증한 공로. 복제를 촉진하고 수천 명의 생명을 구한 유전자를 매핑한 공로                                                                                                |
| 2019 | 마리아 재신        | 미국       | DNA의 국부적인 이중 가닥 파손이 포유동물 세포의 재조합을 자극한다는 것을 증명 |
| 2020 | 게로 미젠뵈크      | 오스트리아 | 신경과학에 혁명을 일으킨 기술인 광유전학의 개발을 한 공로 |
| 2020 | 피터 헤게만        | 독일       | 신경과학에 혁명을 일으킨 기술인 광유전학의 개발을 한 공로 |
| 2020 | 게오르크 나겔      | 독일       | 신경과학에 혁명을 일으킨 기술인 광유전학의 개발을 한 공로 |
| 2021 | 스콧 엠르          | 미국       | 세포 분열, 세포 표면 수용체 조절, 바이러스 전파, 신경 축삭 가지치기를 포함한 막 생물학과 관련된 다양한 과정에 필수적인 ESCRT 경로의 발견 |
| 2022 | 폴 네굴레스쿠      | 미국       | 낭포성 섬유증의 기저에 깔린 분자적, 생화학적 및 기능적 결함의 획기적인 발견과 이러한 결함을 역전시키고 이 장애의 영향을 받는 대부분의 사람들을 치료할 수 있는 의약품의 식별 및 개발을 한 공로                                                                                           |
| 2022 | 마이클 웰시        | 미국       | 낭포성 섬유증의 기저에 깔린 분자적, 생화학적 및 기능적 결함의 획기적인 발견과 이러한 결함을 역전시키고 이 장애의 영향을 받는 대부분의 사람들을 치료할 수 있는 의약품의 식별 및 개발을 한 공로                                                                                           |
| 2023 | 페트릭 크라머      | 독일       | 생명체의 기본 과정 중 하나인 유전자 전사를 담당하는 단백질 기계를 개별 원자 수준에서 시각화할 수 있게 한 선구적인 구조 생물학 이론을 정립한 공로. 유전자 전사의 각 단계의 기본 메커니즘과 적절한 유전자 전사가 어떻게 건강을 촉진하는지, 조절 장애가 질병을 유발하는 방식을 규명한 공로 |
| 2023 | 에바 노갈레스      | 미국       | 생명체의 기본 과정 중 하나인 유전자 전사를 담당하는 단백질 기계를 개별 원자 수준에서 시각화할 수 있게 한 선구적인 구조 생물학 이론을 정립한 공로. 유전자 전사의 각 단계의 기본 메커니즘과 적절한 유전자 전사가 어떻게 건강을 촉진하는지, 조절 장애가 질병을 유발하는 방식을 규명한 공로 |